# Перротта, Симоне
Симо́не Паскуа́ле Перро́тта (итал. Simone Pasquale Perrotta; 17 сентября 1977, Эштон-андер-Лайн, Большой Манчестер, Англия) — итальянский футболист, полузащитник. Чемпион мира 2006 года в составе национальной сборной Италии.

## Биография
Симоне Перротта родился в Англии и жил там до 5 лет. В 1982 году переехал в Италию, когда его родители решили вернуться в свой родной город Черизано в Калабрии.

### Клубная карьера
Начав заниматься футболом в местной команде Черизано, Перротта был замечен «Реджиной» в 1990 году. Он переезжает в Реджо-ди-Калабрия и становится воспитанником футбольной школы «Реджины». 10 сентября 1995 года Перотта дебютировал в Серии B в составе этой команды в матче против «Кьево» и на три года стал игроком основного состава.
В 1998 году его приобрёл туринский «Ювентус», однако в его состав Перротте не удалось пробиться из-за очень серьёзной конкуренции со стороны Антонио Конте, Зинедина Зидана и Дидье Дешама — за «Ювентус» он провёл всего 5 матчей в серии А. За «Ювентус» Перотта также провёл 6 игр в кубке Италии, забив один гол против «Болоньи» и один матч в Лиге чемпионов.
Летом 1999 года переходит на правах аренды в «Бари», в котором остаётся на два сезона. В 2000 году «Бари» приобретает половину прав на полузащитника.
В начале сезона 2001/02 Перротта переходит в «Кьево» из Вероны. «Кьево» впервые в истории пробился в Серию А и добился сенсационных результатов, лидируя в чемпионате зимой этого сезона в течение шести недель и заняв окончательное пятое место в чемпионате. Перротта стал автором первого гола «Кьево» в Серии А в матче против «Фиорентины» и также отдал результативную передачу в победном матче с «Интернационале». Перротта провёл три сезона в составе «Кьево», сыграв в общей сложности 95 матчей в Серии А и забив 6 мячей.
В 2004 году Перротта перешёл в «Рому», которую только что начал тренировать Чезаре Пранделли, которого ещё до первой игры сезона сменил Руди Фёллер, которого в свою очередь сменил Луиджи Дельнери всего после пяти матчей. Таким образом Перротта продолжил играть под руководством Дельнери, с которым он уже сотрудничал в предыдущие три года в «Кьево». Он стал игроком основного состава и продолжил успешно играть в «Роме» и после прихода Лучано Спаллетти на должность главного тренера в 2005 году. Выступлениями в сезоне 2005/06 Перротта добился вызова на чемпионат мира 2006 года в Германии. 17 мая 2007 года забивает решающий гол в финальном раунде Кубка Италии против «Интера». За весь сезон забил рекордные для себя 13 голов. В следующем сезоне выигрывает Суперкубок Италии, снова в матче против «Интера», при этом получает красную карточку ещё до того, как выйти на поле. 24 мая 2008 года выигрывает ещё один Кубок Италии, забив победный гол, и снова в матче с «Интером».
Игрок несколько раз продлевал свой контракт с римским клубом, в последний раз 20 февраля 2012 года по которому он оставался в «Роме» до 30 июня 2013 года. 29 июня 2013 года Перротта объявил о завершении карьеры игрока. Всего он провёл в Риме 9 лет, сыграл 326 матчей и забил 49 голов.

### Карьера в сборной
Перротта играл за сборную Италии на молодёжном уровне (до 21 года). В национальной сборной он дебютировал в 2002 году. Он принимал участие в Евро 2004, где забил гол Болгарии. На победном для Италии Чемпионате мира 2006 года в Германии Перротта принял участие во всех 7 матчах сборной.

## Достижения

### Командные
- Обладатель Кубка Интертото: 1999
- Обладатель Кубка Италии (2): 2006/07, 2007/08
- Обладатель Суперкубка Италии: 2007
- Чемпион Европы среди молодёжных команд: 2000
- Чемпион мира: 2006

### Личные
- Лучший бомбардир Кубка Италии: 2006/07 (4 гола)
- Офицер ордена «За заслуги перед Итальянской Республикой» (2006)